# Karl Fredrik Silverstolpe
Karl Fredrik Silverstolpe, född 13 november 1854 i Stockholm, död 23 februari 1921 i Engelbrekts församling, Stockholm
, var en svensk jurist och ämbetsman.
Silverstolpe föddes på Stora Skuggan på Norra Djurgården i Stockholm som äldste son till läraren vid Teknologiska institutet och kamreraren Karl Fredrik Gustaf Silfverstolpe och Theresa Stegman. Han blev 1873 student vid Uppsala universitet, där han 1878 avlade hovrättsexamen. Han blev vice häradshövding 1881, assessor i Svea hovrätt 1890, revisionssekreterare 1897, expeditionschef i Justitiedepartementet 1900 och slutligen justitieråd 1902.
Silverstolpe blev den 20 december 1897 ledamot nummer 497 av Kungliga Musikaliska Akademien och 1901 dess vice preses samt var från 1908–1920 dess preses. Karl Fredrik Silverstolpe var sonson till Gustaf Abraham Silverstolpe.
Karl Fredrik Silverstolpe är begravd på Rö kyrkogård.

## Utmärkelser
- Kommendör med stora korset av Nordstjärneorden, 6 juni 1912.[2]